# Miguel Calero
Miguel Calero (* 14. April 1971 in Ginebra; † 4. Dezember 2012 in Mexiko-Stadt) war ein kolumbianischer Fußballspieler auf der Position des Torwarts.

## Verein
Calero begann seine Profikarriere 1991 bei Deportivo Cali, mit denen er in der Saison 1995/96 die kolumbianische Meisterschaft gewann. Ende 1997 verließ er Cali und spielte die nächsten zweieinhalb Jahre für Nacional Medellin, mit denen er 1998 die Copa Merconorte und 1999 einen weiteren Meistertitel gewann.
Im Frühjahr 2000 unterschrieb er beim mexikanischen CF Pachuca, mit dem er eine Vielzahl von Titeln gewann: vier mexikanische Meisterschaften, zweimal den CONCACAF Champions’ Cup sowie je einmal dessen Nachfolgewettbewerb CONCACAF Champions League, die Copa Sudamericana und die SuperLiga. 2011 beendete er seine Fußballkarriere.
Am 25. November 2012 wurde Calero in ein Krankenhaus in Mexiko-Stadt eingeliefert, wobei ein Schlaganfall diagnostiziert wurde. Am 3. Dezember wurde Calero nach einem erneuten Schlaganfall für hirntot erklärt; er verstarb am 4. Dezember 2012.

## Nationalmannschaft
Calero absolvierte insgesamt 51 Länderspiele für die kolumbianische Fußballnationalmannschaft und gewann mit ihr 2001 die Copa América.
Bei der WM-Teilnahme Kolumbiens 1998 gehörte er zum kolumbianischen WM-Aufgebot, erhielt hinter dem späteren Kölner Faryd Mondragón jedoch keine Chance auf einen Einsatz.
Nach schwachen Leistungen bei der Copa América 2007 erklärte er seinen Rücktritt aus dem kolumbianischen Nationalteam.

## Erfolge

### National
- Kolumbianischer Meister: 1996 (mit Deportivo Cali), 1999 (mit Nacional Medellin)
- Mexikanischer Meister: Inv 2001, Ape 2003, Cla 2006, Cla 2007 (alle mit Pachuca)

### International
- Copa América: 2001 (mit Kolumbien)
- CONCACAF Champions’ Cup: 2007, 2008 (alle mit Pachuca)
- CONCACAF Champions League: 2009/10 (mit Pachuca)
- Copa Nissan Sudamericana: 2006 (mit Pachuca)
- SuperLiga (Nordamerika): 2007 (mit Pachuca)
- Copa Merconorte: 1998 (mit Nacional Medellin)